# Bent Worsøe-Larsen
Bent Worsøe-Larsen (født 2. juli 1913 i Jordløse, død 1. februar 1944 ved Jamburg, Rusland) var en dansk nazist der gjorde tjeneste på tysk side i Frikorps Danmark.
Søn af stationsforstander Holger Larsen og hustru Ingeborg Betty Kirstine Worsøe, forældrene var viet i Nykøbing den 14. september 1910.
Bent Worsøe-Larsen havde en fortid i den danske hær. Han meldte sig til tysk tjeneste i 1941 . Den 17. maj 1941 blev han sammen med ti andre danske officerer sendt på Junkerskole i Bad Tölz, hvor han fulgte undervisningen i en måned. Skolens ledelse fandt hurtigt ud af, at tre af officererne var overkvalificerede til uddannelsen, og derfor fik de tilbudt observationsopgaver ved fronten. De tre officerer var: Knud Børge Martinsen, Poul Rantzau Engelhardt og Bent Worsøe-Larsen.
Knud Børge Martinsen sendtes sammen med Bent Worsøe-Larsen til SS-Regiment 8 i 1. SS-Brigade, hvor de fulgte med i kamphandlingerne i en måneds tid, inden de vendte tilbage til Tyskland for at deltage i opstillingen af Frikorps Danmark. Worsøe-Larsen blev chef for 2. kompagni.
Worsøe-Larsen havde ikke stillingen som kompagnichef i særlig lang tid og var ikke aktivt med ved fronten i Frikorpsets indsats ved Demjansk. I slutningen af november 1943 blev han igen chef for 2. kompagni til den 25. december 1943, hvor han blev såret under et russisk angreb.
Under hans rekreation blev Frikorps Danmark omorganiseret til et regiment. Hertil vendte han tilbage og blev tildelt det 11. kompagni i SS-Panzergrenadier-Regiment 24 "Danmark" i den nyoprettede 11. SS-Division "Nordland".
Han var chef for 11. kompagni, til han faldt ved Jamburg i Rusland den 1. februar 1944.